# Sky Blu
Sky Blu – letni obóz polarny położony na Ziemi Palmera, należący do Wielkiej Brytanii.

## Położenie i warunki
Obóz Sky Blu znajduje się w południowej części Półwyspu Antarktycznego, w obszarze w którym występuje niebieski lód lodowcowy, któremu placówka ta zawdzięcza nazwę. Lód ten jest wyjątkowo twardy i nadaje się na lądowisko dla samolotów wyposażonych w koła, takich jak Dash-7, zdolny do transportu większych ciężarów niż samoloty Twin Otter, wyposażone w płozy. Obecnie British Antarctic Survey utrzymuje lądowisko długości 1200 m i szerokości 50 m, oznaczone stale flagami, co sezon oczyszczając je z naniesionego wiatrem śniegu. Oprócz lądowiska obóz tworzy główna chatka typu „melon”, kilka namiotów, garaż, magazyn żywności, anteny radiowe, toalety itp.

## Historia i działalność
Obszar niebieskiego lodu został rozpoznany przez BAS w antarktycznym lecie 1993–94 i szybko okazał się istotny dla wsparcia logistycznego działań w głębi kontynentu, dzięki możliwości lądowania na nim cięższych samolotów. Obóz stał się w pełni operacyjną placówką logistyczną w lecie 1997–98, kiedy zlikwidowano starszy obóz polowy położony na pobliskich nunatakach Sky-Hi.